# 石黒圭
石黒 圭（いしぐろ けい、1969年1月4日 - ）は、日本の言語学者・日本語学者。国立国語研究所教授、総合研究大学院大学教授、一橋大学大学院言語社会研究科連携教授。

## 経歴
大阪府高槻市生まれ、神奈川県横浜市出身。
神奈川県立横浜平沼高等学校を経て、北海道大学中退、一橋大学社会学部卒業。2008年、「日本語の文章理解過程における予測の型と機能」で早稲田大学大学院文学研究科日本語日本文化専攻博士後期課程修了、博士（文学）の学位を取得。2003年一橋大学留学生センター（現国際教育センター）専任講師、助教授そして准教授を経て、2013年教授。
2024年現在、文部科学省中央教育審議会生涯学習分科会日本語教育部会専門委員、専門日本語教育学会会長、教科書編集委員（光村図書出版『小学校国語』、明治書院『精選 現代の国語』『精選論理国語』）、辞書編集委員（小学館『例解学習国語辞典』）。これまでに、2014年国立大学日本語教育研究協議会（国日協）代表理事、2022年日本語文法学会評議員等を歴任。

### 受賞歴
- 2009年 - 第7回日本語教育学会奨励賞
- 2018年 - 第16回 国立国語研究所 所長賞
- 2018年 - 第15回 日本語教育学会 学会活動貢献賞
- 2019年 - 2018年度秋学期 早稲田大学ティーチングアワード
- 2020年 - 第20回 国立国語研究所 所長賞
- 2024年 - 文化庁長官表彰[1]

## 人物
専門としている研究分野は、文章論・読解研究・作文研究などだが、専門という考え方をあまり好まず、日本語に関わることはすべてやりたいと考え、語彙、表現、読解、作文、対話、独話など、コミュニケーション全般に関心を広げている。
好きな品詞は副詞と接続詞で、文章を書くときにはできるだけ形容詞は避けるべきという考えを持っている。
本業は日本語教育で、日本でも作文、読解、会話の教材を作るほか、海外向けの教材も作っている。勤務先の国立国語研究所では学習者コーパスの構築に携わる。
一橋大学大学院、総合研究大学院大学では大学院生の教育に力を入れ、博士課程に入学した学生は20名以上いるが、全員博士号の取得に至っているという。

## 著書
- 『【新版】論文・レポートの基本：この1冊できちんと書ける!』日本実業出版社、2024年。ISBN 978-4-534-06080-8
- 『ていねいな文章大全：日本語の「伝わらない」を解決する108のヒント』ダイヤモンド社、2023年。ISBN 978-4-478-06951-6
- 『文系研究者になる：「研究する人生」を歩むためのガイドブック』研究社、2021年。ISBN 978-4-327-37907-0
- 『リモートワークの日本語：最新オンライン仕事術』小学館、2020年。ISBN 978-4-09-825378-4
- 『書きたいことがすらすら書ける！「接続詞」の技術』実務教育出版、2016年。ISBN 978-4-7889-1184-0

### ［以下、光文社新書］
- 『コミュ力は「副詞」で決まる』2023年 ISBN 978-4-334-04660-6
- 『段落論：日本語の「わかりやすさ」の決め手』2020年 ISBN 978-4-334-04461-9
- 『語彙力を鍛える：量と質を高めるトレーニング』2016年 ISBN 978-4-334-03924-0
- 『日本語は「空気」が決める：社会言語学入門』2013年 ISBN 978-4-334-03746-8
- 『「読む」技術：速読・精読・味読の力をつける』2010年 ISBN 978-4-334-03556-3
- 『文章は接続詞で決まる』2008年 ISBN 978-4-334-03473-3

### ［以下、明治書院］
- 『よくわかる文章表現の技術Ⅰ：表現・表記編』2004年 ISBN 4-625-70304-2
- 『よくわかる文章表現の技術Ⅱ：文章構成編』2004年 ISBN 4-625-70305-0
- 『よくわかる文章表現の技術Ⅲ：文法編』2005年 ISBN 4-625-70306-9
- 『よくわかる文章表現の技術Ⅳ：発想編』2006年 ISBN 4-625-70307-7
- 『よくわかる文章表現の技術Ⅴ：文体編』2007年 ISBN 978-4-625-70404-8

### 海外出版
- 『日语学术写作与研究方法』編著、外語教学与研究出版社（中国）
- 『快速突破:日语阅读技巧15讲(新经典日本语)』外語教学与研究出版社（中国）